# Dance Dance Revolution GB Disney Mix
Dance Dance Revolution GB Disney Mix (ダンスダンスレボリューションGBディズニーミックス Dansu Dansu Reboryūshon GB Dizunī Mikkusu?) es un videojuego musical con personajes de Disney, como parte de la serie de videojuegoa musicales Dance Dance Revolution. Fue desarrollado por la empresa japonesa Konami para la videoconsola Game Boy Color, y lanzado el 29 de marzo de 2001.